# Jeroen Perceval
Jeroen Perceval (Antwerpen, 1978) is een Belgische acteur, toneel- en filmschrijver, regisseur en rapper.

## Levensloop
Perceval is de zoon van regisseur Luk Perceval. Hij studeerde in 2001 af aan het Herman Teirlinck Instituut.
Het grote publiek kent Perceval vooral van zijn langspeelfilmdebuut in de rol van Diederik Maes in Rundskop van Michaël R. Roskam (genomineerd voor de Oscar voor beste anderstalige film) en als Richard in Borgman (2013), dat in de officiële selectie zat van het filmfestival van Cannes in 2013. Voor zijn rol in Rundskop werd hij verscheidene keren genomineerd en won hij een Ensor als beste mannelijke bijrol. Daarvoor was hij al te zien in Plan B. en Injury Time van Robin Pront, Bluf van Cecilia Verheyden en Felix Van Groeningens Dagen zonder lief.
Perceval verscheen ook in onder andere Code 37, Zone Stad, Duts, Vermist, De Dag en Over water.
In de theaterwereld werkt hij niet alleen als acteur, maar ook als theaterauteur. Zo schreef hij D'Ardennen voor het Toneelhuis en Haralds feestje en Liebling voor Het Zesde Bedrijf. Zowel D'Ardennen als Liebling werden verfilmd.
In 2014 speelde hij Bart in de Vlaamse film Plan Bart en in 2015 speelde hij Jimmy, de zoon van Mario (Gene Bervoets) in Paradise Trips van Raf Reyntjes. In 2015 kwam de internationaal gelauwerde film D'Ardennen uit, die hij samen met Robin Pront schreef en waarin hij een hoofdrol vertolkte samen met Kevin Janssens en Veerle Baetens.
In 2013 was hij te zien in de Duitse film Die Andere Heimat van Edgar Reitz en in 2014 in de Franse film Son épouse van Michel Spinoza naast Charlotte Gainsbourg.
Als regisseur regisseerde hij enkele muziekvideo's. In 2014 schreef en regisseerde hij de korte film August, waarmee hij Le Grand Prix National won op het Brussels Short Film Festival, waarvan de nationale selectie bestaat uit zowel Vlaamse als Waalse korte films. Deze film werd internationaal goed ontvangen en won enkele prijzen op festivals.
In 2021 kwam zijn door pers en publiek goed onthaalde langspeelfilmdebuut Dealer uit, een film die hij zowel schreef als regisseerde. De film oogstte lovende kritieken en leverde hem verschillende nominaties in binnen- en buitenland op, waaronder 14 Ensornominaties, een record in de geschiedenis van de Ensors. In de moeilijke coronaperiode waar bioscopen mee te kampen hadden, was Dealer een van de best bekeken Vlaamse films in de bioscopen en was deze samen met No Time to Die de langstlopende film in de top 20. Dealer ging in Austin (Texas) in première op het Fantastic Fest en had nog vele festivalselecties wereldwijd.
Naast film en tv is Perceval ook actief als muzikant onder de artiestennaam kRaMer.

## Trivia
- In 2021 speelde Perceval mee in De Slimste Mens ter Wereld. Hij speelde drie afleveringen mee waarvan hij er één wist te winnen.